# Beretta
Беретта (итал. Beretta, полное название итал. Fabbrica d'Armi Pietro Beretta Gardone) — одна из главных итальянских компаний по производству оружия и старейшая оружейная компания в мире. Её продукция стоит на вооружении полиции и армии во многих странах мира, широко используется для самообороны гражданскими лицами.

## История
Беретта — одна из старейших компаний в мире. Она принадлежит одной и той же семье около 500 лет. Она была основана в 1526 году, когда оружейник Бартоломео Беретта (итал. Bartolomeo Beretta) из Гардоне-Валь-Тромпии, что в Брешиа (Ломбардия, Италия) получил 296 дукатов за 185 стволов для аркебуз от венецианского арсенала. Счёт за эту сделку сохранился в архиве компании.
В 1918 году Beretta Model 1918 стал вторым пистолет-пулемётом в итальянской армии.
После присоединения Италии к Антикоминтерновскому пакту в ноябре 1937 года активизировалось военное сотрудничество Италии с Японской империей. В 1938 году Япония заключила контракт с тремя итальянскими фирмами, включая Беретту, на поставку магазинных винтовок Carcano M1891 (под японский винтовочный патрон 6,5 × 50 мм) для японского военного флота.
Во время второй мировой войны Беретта производила оружие для войск, полиции и других вооружённых формирований Италии, а также для других стран «оси». После капитуляции Италии в сентябре 1943 года северная часть страны осталась под контролем немецких войск. Беретта производила оружие вплоть до капитуляции Германии в 1945 году. В это время внешняя обработка оружия была хуже, чем до или в середине войны, но действие его оставалось превосходным.
После войны Беретта занималась починкой американских винтовок M1 Garand, поставляемых в Италию из США. После создания 4 апреля 1949 года военно-политического блока НАТО (одним из учредителей которого являлась Италия), Италия приняла на себя обязательства по стандартизации используемого вооружения и боеприпасов с другими странами блока. В 1957—1959 гг. Беретта разработала на основе конструкции М1 Garand автоматическую винтовку Beretta BM-59, которая являлась примерным аналогом винтовки M14.
В 1985 году Беретта победила в конкурсе на производство пистолета М9 для армии США, получив контракт на 500 000 пистолетов. По условиям контракта эти пистолеты производятся в США местным филиалом компании, расположенном в городе Аккэкик, штат Мэриленд, где сконцентрировано основное производство, поскольку США на протяжении долгого времени выступают крупнейшим заказчиком продукции компании.

## Современность
В настоящее время компанией владеет Уго Гуссали Беретта (итал.  Ugo Gussalli Beretta), прямой потомок Бартоломео. Он управляет компанией вместе с сыновьями Франко и Пьетро (традиционная передача власти в Беретте от отца к сыну была прервана, когда главой компании стал Уго: его дяди Карло и Джузеппе не имели детей, так что Карло усыновил Уго, сына своей сестры Джузеппины Гуссалли, и дал ему фамилию Беретта).
Беретта известна своим широким диапазоном производимого оружия: ружьями, винтовками, пистолет-пулемётами, револьверами и пистолетами. Головная фирма Beretta Holding также владеет компаниями Beretta USA, Benelli, Franchi, SAKO, Stoeger, Tikka, Uberti и ещё 20 процентами компании Browning. Продукция Беретты славится своими качеством, прочностью и надёжностью. Помимо оружия, компания производит высококачественную одежду для охоты.

## Оружие, производимое Береттой

### Пистолеты
|                       |  |            |  |               |
| Пистолет Beretta 92FS |  | Beretta 70 |  | Beretta M1935 |

- Beretta M1915
- Beretta M1934 / Beretta 1935
- Beretta M1951
- Beretta Mini Pistols
- Beretta 70
- Beretta 80
- Beretta 90
- Beretta 92
- Beretta 84
- Beretta 96
- Beretta 8000
- Beretta 9000
- Beretta Px4 Storm
- Beretta 90-TWO
- Beretta M9A1
- Beretta 93R
- M9 пистолет
- Beretta APX — модульный пистолет

### Малые пистолеты
- Beretta 21 Bobcat
- Beretta 950 Jetfire
- Beretta 950 Minx
- Beretta 3032 Tomcat

### Ружья
- Beretta 1201FP
- Beretta DT-10
- Beretta DT-11
- Beretta 682
- Beretta 686
- Beretta 687
- Beretta 692
- Beretta 694
- Beretta Silver Pigeon
- Beretta AL391 Urika и Teknys (Semi-Auto)
- Beretta SO4 и SO5
- Beretta SV10 Perennia
- Beretta Xtrema
- Beretta Xtrema 2
- Beretta Model A
- Beretta ES-100
- Beretta А-300
- Beretta A-400

### Винтовки и карабины
- Beretta BM-59
- Beretta AR70/90
- Beretta AS70/90
- Beretta Cx4 Storm
- Beretta Rx4 Storm
- Beretta ARX-200

### Пистолеты-пулемёты
- Beretta Model 1918
- Beretta Model 38/42
- Beretta Model 3 — послевоенная модификация 38/42
- Beretta Model 12
- Beretta PMX

### Пневматические пистолеты
- Beretta Air Pistol Model M92N
- Beretta Air Pistol Model M92B
- Beretta XX-TREME Air Pistol- Tactical
- Anics A-9000S Beretta Air Pistol
- Beretta Elite II BB Pistol

### Револьверы
- Beretta Stampede
- Beretta Laramie

### Автоматы
- Beretta AR-70
- Beretta ARX-160